# Gräddkremla
Gräddkremla (Russula pseudoaeruginea) är en svampart som först beskrevs av Henri Romagnesi, och fick sitt nu gällande namn av Kuyper & Vuure 1985. Russula pseudoaeruginea ingår i släktet kremlor och familjen kremlor och riskor.  Artens status i Sverige är: Osäker förekomst. Inga underarter finns listade i Catalogue of Life.
I den svenska databasen Dyntaxa används istället namnet Russula galochroa för samma taxon.  Arten är reproducerande i Sverige.